# Cosworth
Cosworth, tidigare Cosworth Racing, är ett engelskt motorsportföretag som designar och tillverkar racingmotorer.

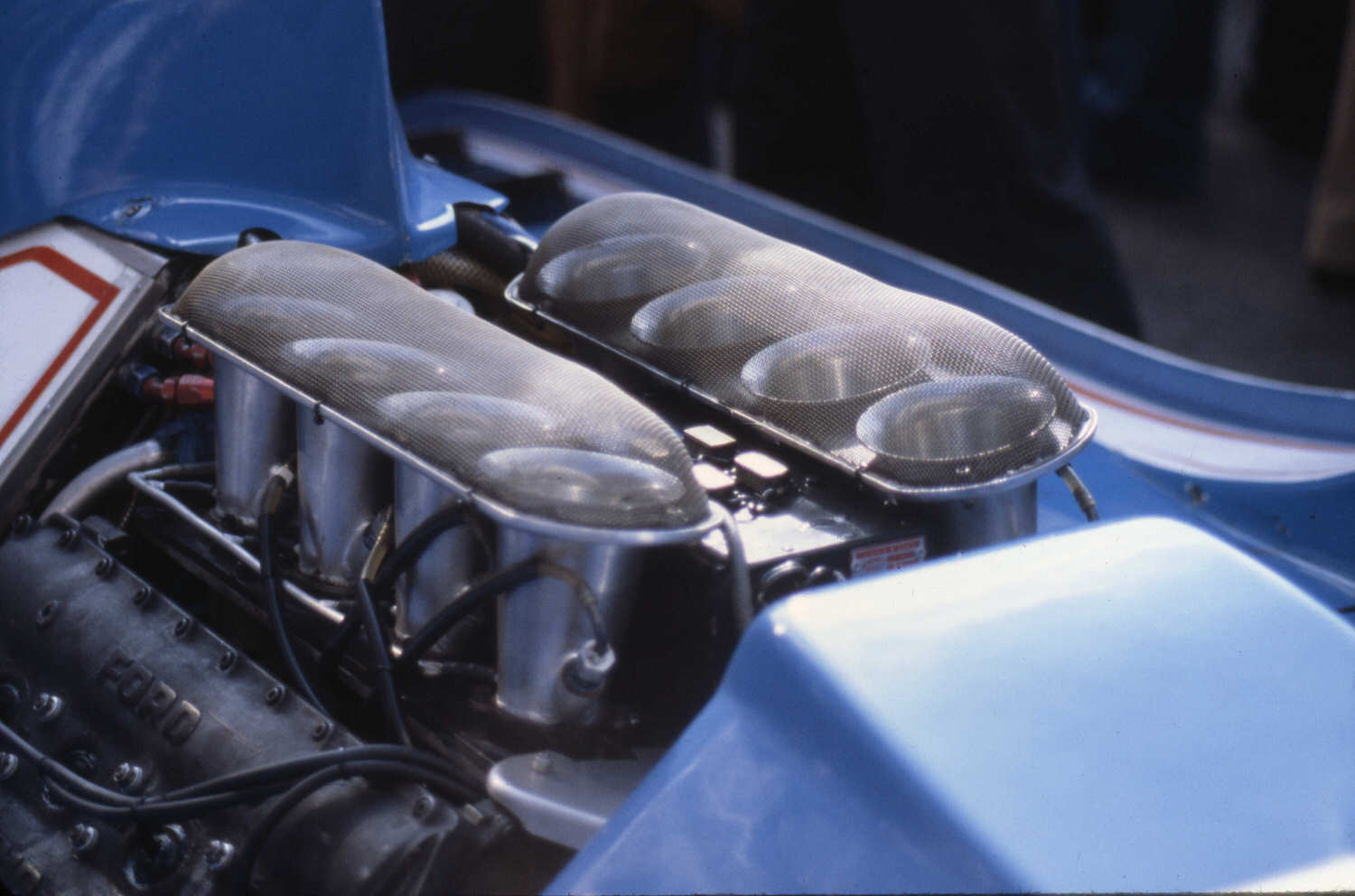
Cosworth DFV V8

## Historik
Företaget grundades 1958 av Mike Costin och Keith Duckworth i Northampton norr om London för att utveckla och tillverka motorer och växellådor för Lotus. Namnet fick man genom att sätta ihop de tre första bokstäverna i Costin och de fem sista i Duckworth, alltså Cosworth. Cosworth backades redan från början upp av och ingick senare i Ford Motor Company varför företagets motorer benämndes Ford eller Ford Cosworth.
1998 delades Cosworth upp i två företag, Cosworth Racing and Cosworth Technology. 
- Cosworth Racing köptes i november 2004 av Kevin Kalkhoven och Gerald Forsythe, delägare i Champ Car World Series och ägare till Champ Car-stallen PKV respektive Forsythe Championship Racing Car Team, och döptes om till Cosworth.
- Cosworth Technology med avdelningarna, utveckling, gjutteknik och produktion köptes av Audi 1998, såldes till MAHLE 2005 och fick senare namnet MAHLE Powertrain.

## Formel 1
Cosworth debuterade i formel 1 i USA 1963 med en motor som benämndes Ford 4 1.5 L4. Den mest berömda motorn är DFV V8, som vann i sin debut i Nederländerna 1967. Därefter vann DFV V8 ytterligare 154 formel 1-lopp.
En stor framgång kom säsongen 1994 då Michael Schumacher blev världsmästare i en Benetton med Ford Cosworth-motorn ZETEC-R V8 EC.
Den första Cosworth Racing-motorn kom 2000 och hade beteckningen CR-1 V10. Säsongen 2004 hette motorn Cosworth CR-6 V10 och användes av Jaguar och Jordan medan Minardi körde med Cosworth CR-3L V10.
Säsongen 2006 körde Toro Rosso och Williams med Cosworthmotorer men sedan använde inget F1-stall företagets motorer under tre säsonger.
Från och med säsongen 2010 kommer de tre nya stallen Campos, Manor och US F1 att köra med Cosworthmotorer.

### F1-motorer
| Motor        | CR-6 V10           | CR-3L V10          | ZETEC-R V10        | ZETEC-R V8 ECA     | ZETEC-R V8 EC      | TEC V6 Turbo  | DFV V8       |
| ------------ | ------------------ | ------------------ | ------------------ | ------------------ | ------------------ | ------------- | ------------ |
| År           | 2004               | 2004               | 1996-1999          | 1995               | 1994               | 1986-1987     | 1967-1984    |
| Cylindrar    | 10                 | 10                 | 10                 | 8                  | 8                  | 6             | 8            |
| Typ          | 90° V, 40 ventiler | 72° V, 40 ventiler | 72° V, 40 ventiler | 75° V, 32 ventiler | 75° V, 32 ventiler | 120° V, turbo | 90° V        |
| Volym (cc)   | 2998               | 2998               | 2998               | 2994               | 3497               | 1497          | 2993         |
| Vikt (kg)    | ?                  | 105                | 100 (1999)         | 135                | 135                | ?             | 168          |
| RPM          | 18 000             | 18 000             | 16 500 (1999)      | 14 000             | 13 800             | 11 000-12 000 | 9 000-11 100 |
| Effekt (bhp) | ca 900             | ca 850             | 785 (1999)         | 610-630            | 750                | 850-1 000     | 410-495      |

| 1. Nederländerna 1967 2. Storbritannien 1967 3. USA 1967 4. Mexiko 1967 5. Sydafrika 1968 6. Spanien 1968 7. Monaco 1968 8. Belgien 1968 9. Nederländerna 1968 10. Storbritannien 1968 11. Tyskland 1968 12. Italien 1968 13. Kanada 1968 14. USA 1968 15. Mexiko 1968 16. Sydafrika 1969 17. Spanien 1969 18. Monaco 1969 19. Nederländerna 1969 20. Frankrike 1969 21. Storbritannien 1969 22. Tyskland 1969 23. Italien 1969 24. Kanada 1969 25. USA 1969 26. Mexiko 1969 27. Sydafrika 1970 28. Spanien 1970 29. Monaco 1970 30. Nederländerna 1970 31. Frankrike 1970 32. Storbritannien 1970 33. Tyskland 1970 34. USA 1970 35. Spanien 1971 36. Monaco 1971 37. Frankrike 1971 38. Storbritannien 1971 39. Tyskland 1971 40. Kanada 1971 41. USA 1971 42. Argentina 1972 43. Sydafrika 1972 44. Spanien 1972 45. Belgien 1972 46. Frankrike 1972 47. Storbritannien 1972 48. Österrike 1972 49. Italien 1972 50. Kanada 1972 51. USA 1972 52. Argentina 1973 53. Brasilien 1973 54. Sydafrika 1973 55. Spanien 1973 56. Belgien 1973 57. Monaco 1973 58. Sverige 1973 59. Frankrike 1973 60. Storbritannien 1973 61. Nederländerna 1973 62. Tyskland 1973 63. Österrike 1973 64. Italien 1973 65. Kanada 1973 66. USA 1973 67. Argentina 1974 68. Brasilien 1974 69. Sydafrika 1974 70. Belgien 1974 71. Monaco 1974 72. Sverige 1974 73. Frankrike 1974 74. Storbritannien 1974 75. Österrike 1974 76. Italien 1974 77. Kanada 1974 78. USA 1974 79. Argentina 1975 80. Brasilien 1975 81. Sydafrika 1975 82. Spanien 1975 83. Nederländerna 1975 84. Storbritannien 1975 85. Tyskland 1975 86. Österrike 1975 87. Spanien 1976 88. Sverige 1976 89. Frankrike 1976 90. Tyskland 1976 91. Österrike 1976 92. Nederländerna 1976 93. Italien 1976 94. Kanada 1976 95. USA 1976 96. Japan 1976 97. Argentina 1977 98. USA West 1977 99. Spanien 1977 100. Monaco 1977 101. Belgien 1977 102. Frankrike 1977 103. Storbritannien 1977 104. Österrike 1977 105. Italien 1977 106. USA 1977 107. Kanada 1977 108. Japan 1977 109. Argentina 1978 110. Sydafrika 1978 111. Monaco 1978 112. Belgien 1978 113. Spanien 1978 114. Frankrike 1978 115. Tyskland 1978 116. Österrike 1978 117. Nederländerna 1978 118. Argentina 1979 119. Brasilien 1979 120. Spanien 1979 121. Storbritannien 1979 122. Tyskland 1979 123. Österrike 1979 124. Nederländerna 1979 125. Kanada 1979 126. Argentina 1980 127. USA West 1980 128. Belgien 1980 129. Monaco 1980 130. Frankrike 1980 131. Storbritannien 1980 132. Tyskland 1980 133. Nederländerna 1980 134. Italien 1980 135. Kanada 1980 136. USA 1980 137. USA West 1981 138. Brasilien 1981 139. Argentina 1981 140. San Marino 1981 141. Belgien 1981 142. Storbritannien 1981 143. Tyskland 1981 144. Las Vegas 1981 145. USA West 1982 146. Belgien 1982 147. Monaco 1982 148. Detroit 1982 149. Storbritannien 1982 150. Österrike 1982 151. Schweiz 1982 152. Las Vegas 1982 153. USA West 1983 154. Monaco 1983 155. Detroit 1983 156. Japan 1989 157. Japan 1990 158. Australien 1990 159. Kanada 1991 160. Belgien 1992 161. Brasilien 1993 162. Europa 1993 163. Monaco 1993 164. Portugal 1993 165. Japan 1993 166. Australien 1993 167. Brasilien 1994 168. Stilla havet 1994 169. San Marino 1994 170. Monaco 1994 171. Kanada 1994 172. Frankrike 1994 173. Ungern 1994 174. Europa 1994 175. Europa 1999 176. Brasilien 2003 |

| 1. Nederländerna 1967 2. Belgien 1967 3. Frankrike 1967 4. Storbritannien 1967 5. Tyskland 1967 6. Kanada 1967 7. Italien 1967 8. USA 1967 9. Mexiko 1967 10. Sydafrika 1968 11. Monaco 1968 12. Storbritannien 1968 13. USA 1968 14. Mexiko 1968 15. Sydafrika 1969 16. Spanien 1969 17. Monaco 1969 18. Nederländerna 1969 19. Frankrike 1969 20. Storbritannien 1969 21. Tyskland 1969 22. Italien 1969 23. Kanada 1969 24. USA 1969 25. Mexiko 1969 26. Sydafrika 1970 27. Spanien 1970 28. Monaco 1970 29. Belgien 1970 30. Nederländerna 1970 31. Storbritannien 1970 32. Österrike 1970 33. Kanada 1970 34. Sydafrika 1971 35. Monaco 1971 36. Frankrike 1971 37. Tyskland 1971 38. Kanada 1971 39. USA 1971 40. Argentina 1972 41. Sydafrika 1972 42. Monaco 1972 43. Belgien 1972 44. Österrike 1972 45. Kanada 1972 46. USA 1972 47. Brasilien 1973 48. Sydafrika 1973 49. Spanien 1973 50. Belgien 1973 51. Monaco 1973 52. Sverige 1973 53. Frankrike 1973 54. Storbritannien 1973 55. Nederländerna 1973 56. Tyskland 1973 57. Österrike 1973 58. Italien 1973 59. Kanada 1973 60. USA 1973 61. Argentina 1974 62. Brasilien 1974 63. Sverige 1974 64. Kanada 1974 65. USA 1974 66. Argentina 1975 67. Brasilien 1975 68. Sydafrika 1975 69. Sverige 1975 70. Storbritannien 1975 71. Brasilien 1976 72. Sydafrika 1976 73. Spanien 1976 74. Sverige 1976 75. Frankrike 1976 76. Tyskland 1976 77. Österrike 1976 78. Nederländerna 1976 79. Kanada 1976 80. USA 1976 81. Japan 1976 82. Argentina 1977 83. Brasilien 1977 84. Sydafrika 1977 85. Spanien 1977 86. Belgien 1977 87. Sverige 1977 88. Frankrike 1977 89. Storbritannien 1977 90. Tyskland 1977 91. Nederländerna 1977 92. Italien 1977 93. USA 1977 94. Kanada 1977 95. Japan 1977 96. Argentina 1978 97. Brasilien 1978 98. Belgien 1978 99. Spanien 1978 100. Sverige 1978 101. Storbritannien 1978 102. Tyskland 1978 103. Österrike 1978 104. Nederländerna 1978 105. Italien 1978 106. USA 1978 107. Kanada 1978 108. Argentina 1979 109. Brasilien 1979 110. Spanien 1979 111. Belgien 1979 112. Storbritannien 1979 113. Kanada 1979 114. USA 1979 115. Argentina 1980 116. USA West 1980 117. Belgien 1980 118. Monaco 1980 119. Frankrike 1980 120. Storbritannien 1980 121. Tyskland 1980 122. Kanada 1980 123. USA West 1981 124. Brasilien 1981 125. Argentina 1981 126. Belgien 1981 127. Monaco 1981 128. Kanada 1981 129. Las Vegas 1981 130. Storbritannien 1982 131. Brasilien 1983 132. Australien 1993 133. Monaco 1994 134. Spanien 1994 135. Kanada 1994 136. Ungern 1994 137. Europa 1994 138. Japan 1994 139. Frankrike 1999 |

| 1. Nederländerna 1967 2. Frankrike 1967 3. Kanada 1967 4. Italien 1967 5. USA 1967 6. Mexiko 1967 7. Sydafrika 1968 8. Spanien 1968 9. Storbritannien 1968 10. Tyskland 1968 11. Italien 1968 12. Kanada 1968 13. USA 1968 14. Mexiko 1968 15. Sydafrika 1969 16. Spanien 1969 17. Monaco 1969 18. Nederländerna 1969 19. Frankrike 1969 20. Storbritannien 1969 21. Tyskland 1969 22. Italien 1969 23. Kanada 1969 24. Kanada 1969 25. USA 1969 26. Mexiko 1969 27. Sydafrika 1970 28. Sydafrika 1970 29. Spanien 1970 30. Monaco 1970 31. Belgien 1970 32. Frankrike 1970 33. Storbritannien 1970 34. Monaco 1971 35. Frankrike 1971 36. Storbritannien 1971 37. Tyskland 1971 38. Italien 1971 39. Kanada 1971 40. Argentina 1972 41. Sydafrika 1972 42. Storbritannien 1972 43. Österrike 1972 44. Kanada 1972 45. USA 1972 46. Argentina 1973 47. Brasilien 1973 48. Brasilien 1973 49. Sydafrika 1973 50. Spanien 1973 51. Belgien 1973 52. Monaco 1973 53. Sverige 1973 54. Frankrike 1973 55. Storbritannien 1973 56. Nederländerna 1973 57. Tyskland 1973 58. Österrike 1973 59. Italien 1973 60. Kanada 1973 61. USA 1973 62. Sydafrika 1974 63. Belgien 1974 64. Monaco 1974 65. Sverige 1974 66. Nederländerna 1974 67. Frankrike 1974 68. Tyskland 1974 69. Italien 1974 70. USA 1974 71. Argentina 1975 72. Brasilien 1975 73. Sydafrika 1975 74. Spanien 1975 75. Monaco 1975 76. Frankrike 1975 77. Österrike 1975 78. USA 1975 79. Brasilien 1976 80. Spanien 1976 81. Sverige 1976 82. Tyskland 1976 83. Österrike 1976 84. Italien 1976 85. Kanada 1976 86. USA 1976 87. Japan 1976 88. Argentina 1977 89. Brasilien 1977 90. Monaco 1977 91. Belgien 1977 92. Sverige 1977 93. Frankrike 1977 94. Storbritannien 1977 95. Italien 1977 96. USA 1977 97. Kanada 1977 98. Japan 1977 99. Sydafrika 1978 100. USA West 1978 101. Belgien 1978 102. Spanien 1978 103. Tyskland 1978 104. Österrike 1978 105. Italien 1978 106. USA 1978 107. Kanada 1978 108. Argentina 1979 109. Brasilien 1979 110. Monaco 1979 111. Storbritannien 1979 112. Italien 1979 113. Kanada 1979 114. USA 1979 115. Argentina 1980 116. USA West 1980 117. Belgien 1980 118. Monaco 1980 119. Frankrike 1980 120. Storbritannien 1980 121. Tyskland 1980 122. Italien 1980 123. Kanada 1980 124. USA 1980 125. USA West 1981 126. Brasilien 1981 127. Argentina 1981 128. Belgien 1981 129. Monaco 1981 130. Spanien 1981 131. Tyskland 1981 132. Nederländerna 1981 133. Italien 1981 134. Kanada 1981 135. USA West 1982 136. Belgien 1982 137. Monaco 1982 138. Storbritannien 1982 139. Las Vegas 1982 140. USA West 1983 141. Detroit 1983 142. San Marino 1987 143. Tyskland 1988 144. Kanada 1989 145. San Marino 1990 146. Ungern 1991 147. Belgien 1991 148. Belgien 1992 149. Australien 1992 150. Brasilien 1993 151. Europa 1993 152. Spanien 1993 153. Kanada 1993 154. Frankrike 1993 155. Tyskland 1993 156. Brasilien 1994 157. Stilla havet 1994 158. Monaco 1994 159. Spanien 1994 160. Kanada 1994 161. Ungern 1994 162. Europa 1994 163. Australien 1994 164. Bahrain 2006 |

## Champ Car

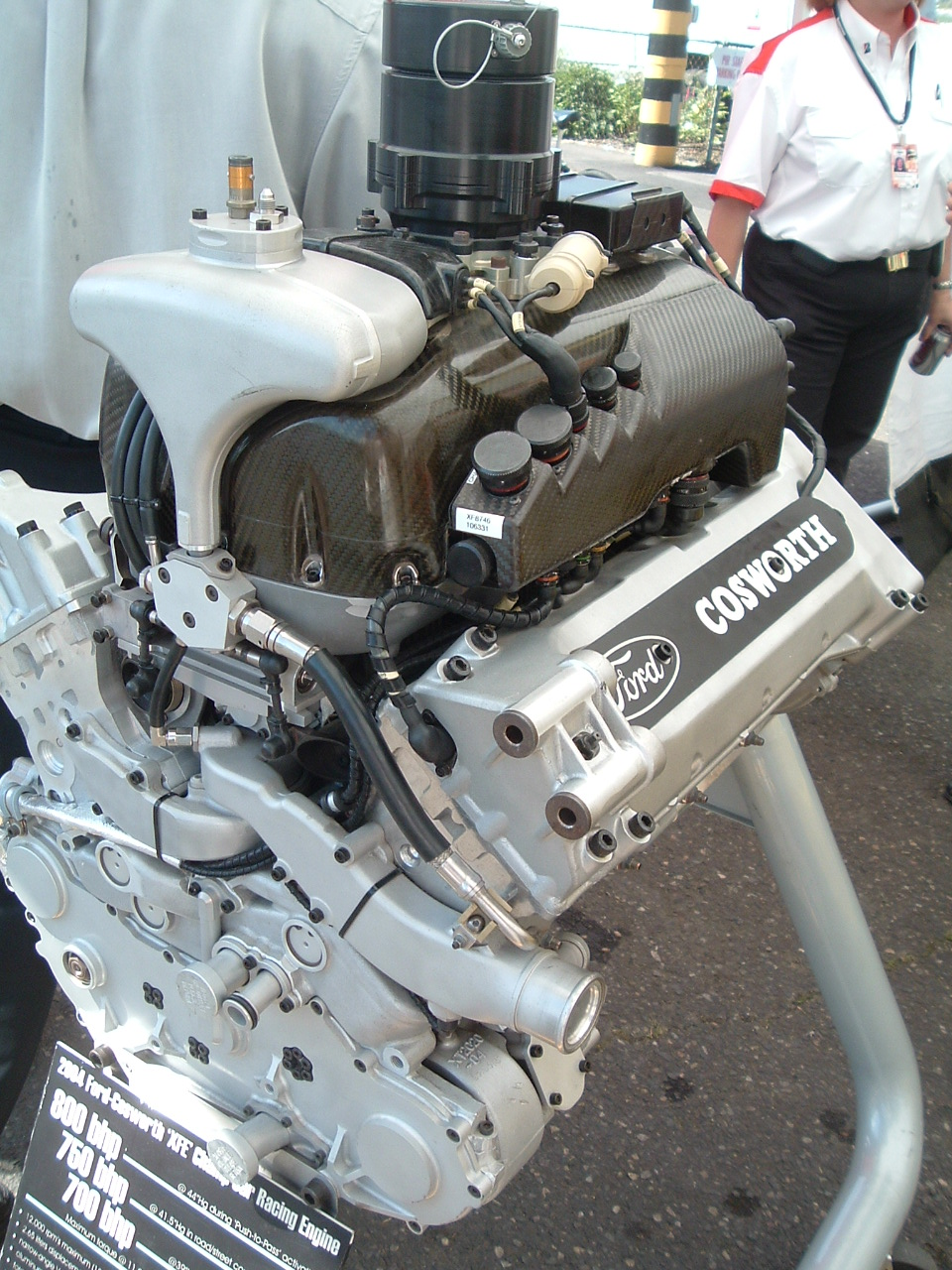
Champ Car Cosworth V8, 2004

Cosworth tillverkar motorer till samtliga Fords Champ Car-stall trots att Ford inte längre äger företaget. Champ Car-motorn är på 2,65 liter och utrustad med turbo. Den levererar mellan 750 och 800 hästkrafter och drivs med metanol.

## Formel Atlantic
Cosworth är sedan 2006 Mazdas motorpartner i Formel Atlantic-serien. Företaget har för serien vidareutvecklat en personbilsmotor och leasar ut den till samtliga stall.